# Hermann Wessel
Hermann Wessel Schreibweise auch Herman Wessel. war ein mittelalterlicher Bürgermeister (consul regens oder proconsul) in Brilon.
Er wurde 1400 und 1402 in Urkunden erwähnt. 1402 beurkundete er einen Grundstücksverkauf über eine halbe Hufe in Altenbüren. Ebenfalls besiegelte der Freigraf Mathias das Geschäft.
Der Briloner Bürgermeister war nicht nur primus inter pares, sondern Legislative und Exekutive vereinten sich in ihm. In seinem Namen wurden Stadtrechnungen geführt, er verwahrte den Stadttorschlüssel und er war Vorsitzender des Ratsgerichts.
Bei Stadtfehden stand der Bürgermeister der städtischen Streitmacht vor, auch hatte er das Recht zur Begnadigung bei harten Verurteilungen durch das Stadtgericht bei Straftaten. Er konnte bei Todesstrafe begnadigen.